# Museu de Covadonga
El museu de Covadonga és una institució museística de Belles Arts situada a Covadonga, al municipi de Cangues d'Onís (Astúries). Va ser creat el 1918 i és de titularitat privada, pertany al capítol del Santuari de Covadonga, que depèn de l'Arquebisbat d'Oviedo.
El museu conserva objectes artístics com pintures, gravats, fotografies, talles, peces d'orfebreria, ceràmica, joies i altres objectes de caràcter religiós, que mostren la història i transformació del santuari des del segle VIII, amb l'inici de la monarquia asturiana, fins a l'actualitat. Algunes peces destacades són la corona de la Verge de Covadonga i el Nen (1918), de Félix Granda Buylla o un Crist de marfil d'estil manierista del segle XVI que va pertànyer a sant Francesc de Paula. També conserva una de les quatre còpies existents del llibre sobre la història de Covadonga, anomenat Spelunca B. Mariae de Covadonga in Asturiis Hispaniarum Montibus, editada a Brussel·les el 1635.
Després d'estar un temps tancat, el 2018 va reobrir, amb motiu del programa de centenaris del Govern d'Astúries. Durant l'acte es van presentar les 17 pintures dels reis asturians pertanyents a la Sèrie Cronològica dels Reis d'Espanya, restaurades per a l'ocasió i dipositades a Covadonga per part del Museu del Prado, que n'és el propietari.